# Tranebergssund

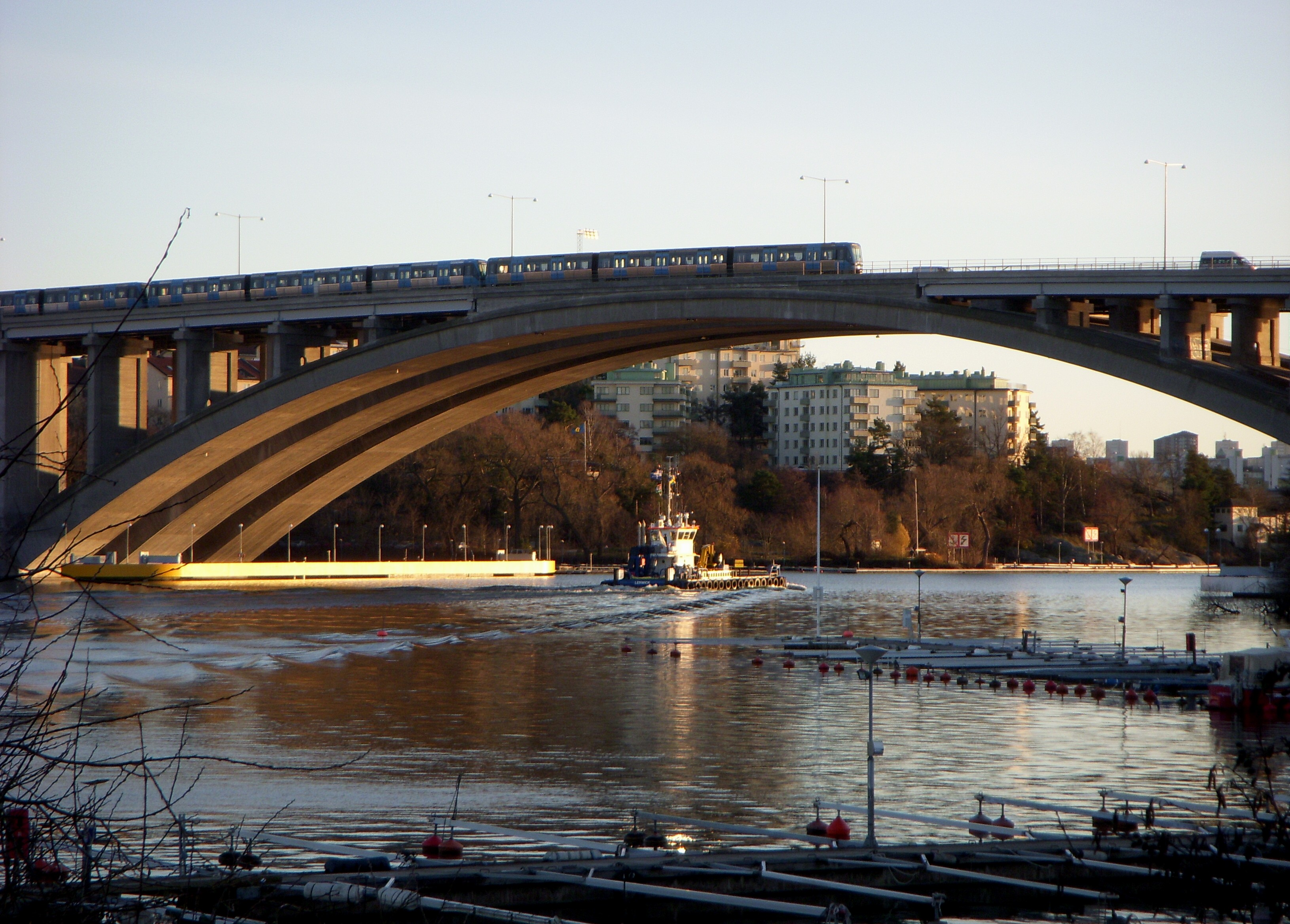
Tranebergssund och Tranebergsbron, vy mot syd i november 2008.

Tranebergssund är ett sund av Östra Mälaren som ligger i västra Stockholm mellan Kungsholmen och Brommalandet.
Sundet begränsas i norr av Ulvsundasjön, i öster av Kristineberg och Fredhäll, i söder av Essingefjärden och  i väster av Traneberg. Sundet är cirka 800 meter lång och har en bredd av knappt 200 meter vid det smalaste stället. Djupet varierar mellan 16 och 19 meter.
Över Tranebergssund sträcker sig den 25,2 meter höga Tranebergsbron. Den första bron anlades år 1787 då beslutade Gustav III att en bro skulle byggas som en del av en ny väg mot Drottningholm och Drottningholms slott.  Nuvarande bron ritades av arkitektduon  Paul Hedqvist och David Dahl  och invigdes  den 31 augusti 1934. Tranebergsbron hade, när den byggdes, världens längsta brobåge gjuten i betong, med en spännvidd av 181 meter.
I sundet ligger de tre båtklubbarna Kristinebergs båtklubb (KBK) Stockholms Segelsällskap (SSK) samt Stockholms Segelsällskap (SSS).